# East Godavari
Der Distrikt East Godavari (Telugu: తూర్పు గోదావరి) ist einer von ca. 25 Distrikten des indischen Bundesstaates Andhra Pradesh. Der Verwaltungssitz war die Stadt Kakinada, nach der jedoch seit 2022 ein eigener Distrikt benannt ist. Die neue Hauptstadt ist Rajamahendravaram.

## Geographie

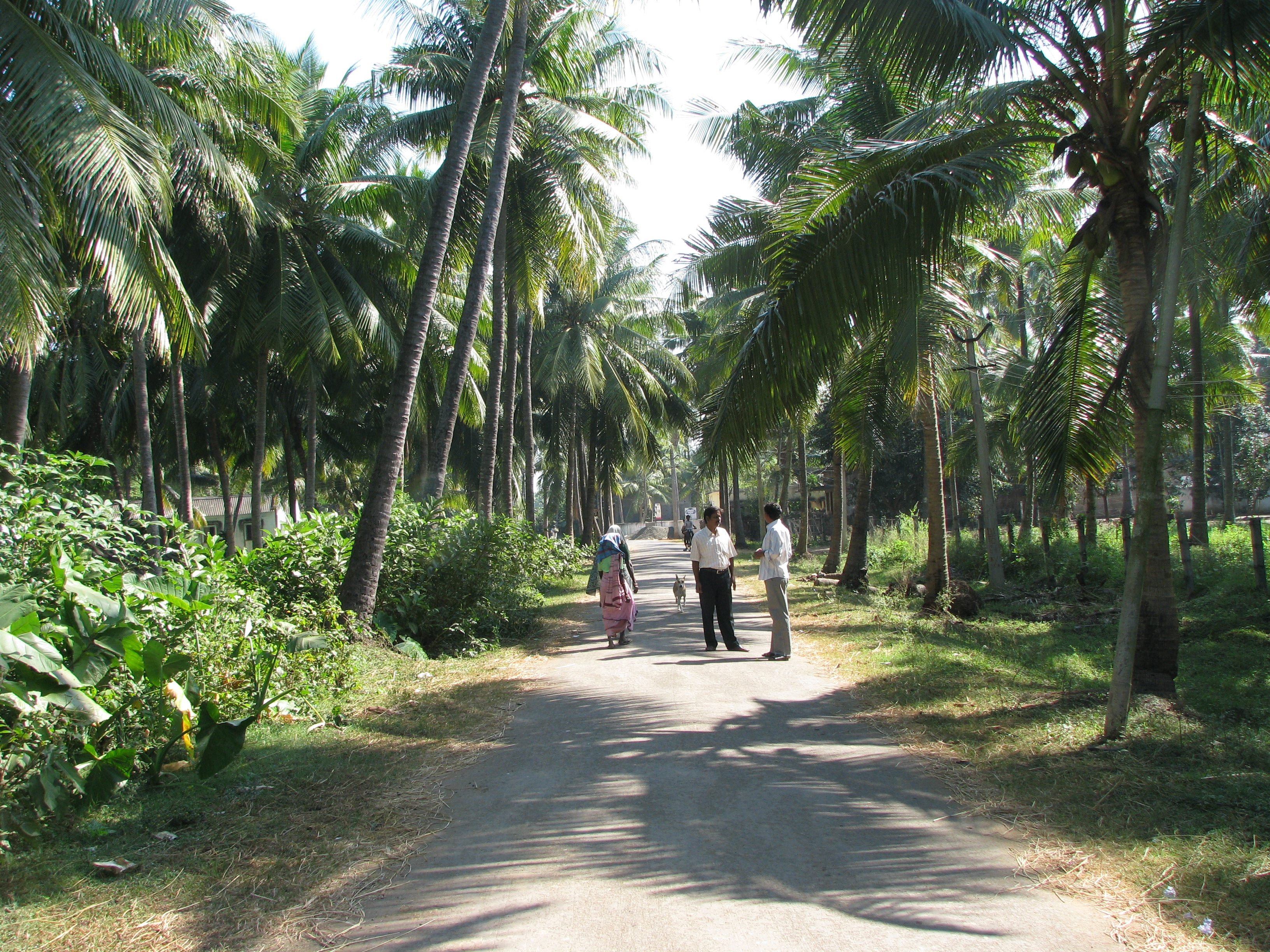
Landschaft im Tiefland von East Godavari

Im Westen grenzt East Godavari an den Distrikt West Godavari und an den Bundesstaat Telangana, im Norden an den Bundesstaat Orissa, im Nordosten an den Distrikt Visakhapatnam und im Osten an den Golf von Bengalen.
East Godavari gehört mit nur noch 2560 km² zu den kleineren Distrikten des Bundesstaates Andhra Pradesh. Der Distrikt ist zu einem großen Teil bewaldet. Der Westen des Distrikts ist hügelig (Ostausläufer der Ghats), ein weiterer Teil östlich davon ein Hochplateau.

## Klima
Das Klima wird in vier Jahreszeiten aufgeteilt. März bis Mai ist Sommerzeit mit großer Trockenheit und hohen Temperaturen. Der Südwestmonsun von Juni bis Mitte Oktober bringt den ergiebigsten Regen. Der Nordostmonsun von Mitte Oktober bis Ende Dezember bringt etwas geringere, aber immer noch bedeutende Regenmengen. Und Januar und Februar ist Winter mit kühleren Temperaturen. Die durchschnittliche Niederschlagsmenge in East Godavari beträgt 1280 mm pro Jahr, im Westteil sogar 1400 mm. Der langjährige Durchschnitt der Niederschlagsmenge im Distrikt beträgt 1218 mm pro Jahr. Der Südwestmonsun bringt 752 mm und der Nordostmonsun 320 mm der jährlichen Regenmenge. Sonst fällt nur noch wenig Regen. Dies führt zur Austrocknung der Anbauflächen in der Trockenzeit, die von Januar bis Mai dauert. Der kälteste Monat ist der Dezember (Durchschnitt 23,16°- Tagesminimum 18°, -maximum 28°), der Wärmste der Mai (Durchschnitt 32,04° – Minimum 27°, Maximum 37°).

## Bevölkerung
Da sich die Distriktgrenzen 2022 fundamental geändert haben, sind derzeit (2025) keine genaueren Angaben zur Bevölkerung verfügbar. Der Distrikt in seinen Grenzen ab 2022 hatte basierend auf den Daten der Volkszählung 2011 1.832.332 Einwohner.

## Geschichte

Distrikt East Godavari ab 2014 bis zur Distriktreorganisation 2022

Der Distrikt entstand am 15. April 1925 zur Zeit Britisch-Indiens in der Präsidentschaft Madras durch Teilung des damaligen Distrikts Godavari in einen Ost- und einen Westteil. Die Trennlinie folgte dabei dem Flusslauf des Godavari. Nach der Unabhängigkeit Indiens 1947 kam der Distrikt 1953 zum Bundesstaat Andhra und 1956 im States Reorganisation Act zum neu gebildeten Bundesstaat Andhra Pradesh.
In der Dekade 1951 bis 1961 gab es einige Gebietsanpassungen. Am 17. November 1959 wurden die Taluks Bhadrachalam und Nugur (1504 mi² ≈ 3895 km²) an den benachbarten Distrikt Khammam abgegeben. Bei der Volkszählung 1961 betrug die Distriktfläche 4178 mi² ≈ 10821 km². Die Distriktgrenzen änderten sich in den folgenden Jahrzehnten nur wenig. Am 4. April 2022 wurden die Distriktgrenzen in Andhra Pradesh neu gezogen. Die Zahl der Distrikte verdoppelte sich von 13 auf 26. Der Distrikt East Godavari wurde aus zehn Mandals des früheren Distrikts East Godavari und neun Mandals des früheren Distrikts West Godavari neu gebildet. Die Distriktfläche und Bevölkerungszahl verkleinerte sich dadurch drastisch. Durch die Reorganisation verlor der Distrikt auch seinen Zugang zum Meer. Zur neuen Distrikthauptstadt wurde Rajamahendravaram bestimmt.

## Wirtschaft
Der Großteil der Bevölkerung ist in der Landwirtschaft beschäftigt. Reisfelder und Kokosnussplantagen bedecken weite Flächen des Tieflands. Auch die Fischerei ist ein wichtiger Wirtschaftszweig. Es gibt zahlreiche Industrien. Wichtigste Arbeitgeber in diesem Bereich sind zwei Düngemittelfabriken, außerdem Gaskraftwerke und Ölraffinerien. Jüngst wurden Erdöl- und Erdgasvorkommen entdeckt.